# Okrug Võru
Okrug Võru (est. Võru maakond, njem. Kreis Werro) ili kraće Võru jedan je od 15 estonskih okruga. Okrug se nalazi na krajnjem jugu zemlje. Graniči s Latvijom i Rusijom.
U okrugu živi 37.888 ljudi što čini 2,8% ukupnog stanovništva Estonije (siječanj 2009.)
Glavni grad okruga je Võru. Postoji 12 ruralnih i 1 urbana općine.
U ovom okrugu nalazi se dio NP Karula.

## Vanjske poveznice
- Službene stranice okruga – (na estonskom)